# Elle est partie (chanson)
Pour les articles homonymes, voir Elle est partie.
Singles de Partenaire particulier
Je n'oublierai jamais
(1986) Tiphaine (quand tu me téléphones)
(1987)
Elle est partie est une chanson écrite et interprétée par le groupe de new wave français Partenaire particulier.
Sortie fin 1986 sur le label CBS en tant que troisième single de leur premier album Jeux interdits, elle a contribué à lancer la popularité du groupe.
La chanson évoque la rupture amoureuse entre un homme et une femme.

## Liste des titres
Toutes les chansons sont écrites et composées par Pierre Béraud-Sudreau et Éric Fettweis.
| 1. | Elle est partie               | 4:10 |
| 2. | Elle n'aimait pas les garçons | 4:31 |

## Crédits
Crédits adaptés de Discogs.
- Pierre Béraud-Sudreau – chant, paroles, musique
- Éric Fettweis – chant, paroles, musique
- Partenaire particulier, Thierry Durbet – réalisation artistique
- Dominique Mouyeaux – producteur exécutif
- Bernard Matussière – photographie
- Paul Antonietti – conception pochette

## Classements
| Classement (1987)         | Meilleure position |
| ------------------------- | ------------------ |
| Europe (European Hot 100) | 67                 |
| France (SNEP)             | 17                 |

| Classement (1987) | Position |
| ----------------- | -------- |
| France (SNEP)     | 96       |